# Marija Gorica
Marija Gorica es un municipio de Croacia en el condado de Zagreb.

## Geografía
Se encuentra a una altitud de 246 m s. n. m. a 29,6 km de la capital nacional, Zagreb.

## Demografía
En el censo 2011, el total de población del municipio fue de 2278 habitantes, distribuidos en las siguientes localidades:
- Kraj Donji - 508
- Bijela Gorica - 159
- Kraj Gornji - 145
- Žlebec Gorički - 68
- Oplaznik - 77
- Celine Goričke - 118
- Hrastina - 179
- Marija Gorica - 221
- Trstenik - 357
- Sveti Križ - 446